# 三養站
山燕站（音素換寫：S̄t̄hānī s̄ām ỳān，皇家轉寫：Sathani Sam Yan，泰語發音：[sā.tʰǎː.nīː sǎːm jâːn]），位於泰國首都曼谷挽叻縣的拍喃四路、四丕耶路及披耶泰路交界，是曼谷地鐵的一個車站。站碼為SAM。此站毗鄰朱拉隆功大學，日間吸引許多學生到三燕市場的二樓，飲食檔營業至午夜，近年增多許多海鮮及牛排店。原居民多是窮困的中國的廣東省之潮州的移民，附近有許多潮州小食檔。

## 車站構造
本站采用侧式叠式站台，设2个出入口。
| G 地面  | 地面               | 巴士站、華喃峰寺                                                      |
| B3 大堂 | 大堂               | 查楚里廣場、Thai Red、1-2號出口 售票機、3號出口隧道往查楚里廣場跨社會 |
| B4 月台 | 2號月台            | MRT 往塔帕（是隆）                                                    |
| B4 月台 | 側式月台，右側開門 |                                                                       |
| B6 月台 | 1號月台            | MRT 往叻松（華喃峰）                                                  |
| B6 月台 | 側式月台，左側開門 |                                                                       |

## 鄰近地點
- 出口 1：
  - 四丕耶路（Si Phraya Road）
  - 黃橋禮拜堂 (Sapan Luang Church)：操潮州語的天主教組織
  - 明拉粦飯店 (Mandarin Hotel)： 許多歐洲及美國旅客的三星飯店
  - 義德善堂：為無人照顧的死屍捐獻棺材的慈善組織
  - 華喃峰佛寺（Wat Hua Lamphong）
- 出口 2：
  - 参楚里广场 (Chamchuri Square)
  - 披耶泰路（Phaya Thai Road）
  - 朱拉隆功大學：泰國的重點龍頭大學
  - 三燕市場（Sam Yan Market）
  - 乍露沙添運動場 (Charusathian Stadium)
  - 燕酒家 (E. Pochana Seafood)
  - 女子大學商場 (U-Center)
  - 來興酒家 (Phai Boon Seafood)
  - 女子大學商場 (U-Center)：

## 接驳交通

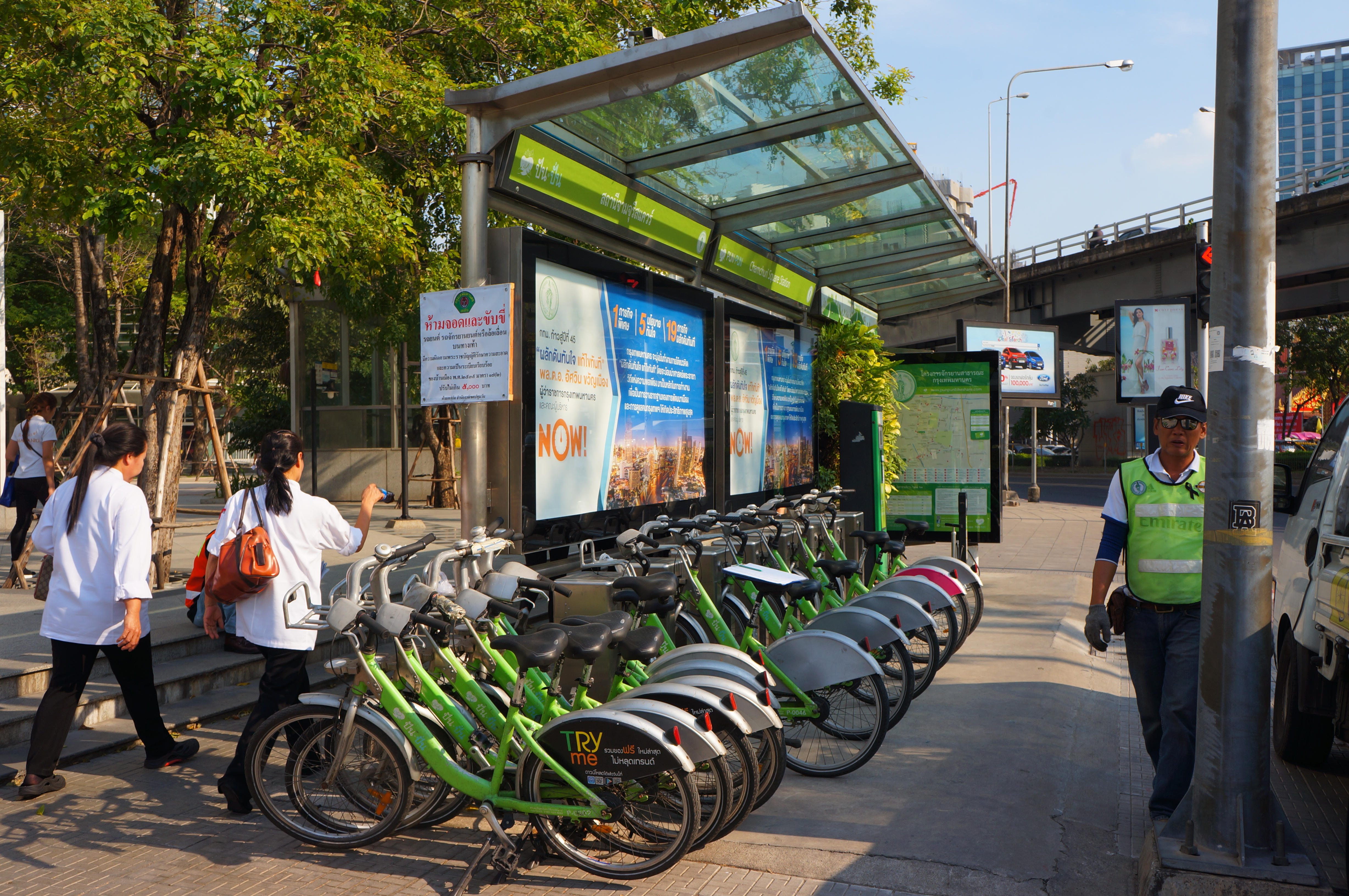
参楚里广场公共自行车借还点

### 公交
- 公共汽車：4, 16, 21, 25, 29, 34, 36, 36?, 40, 45, 46, 47, 50, 67, 93, 109, 113, 141, 159, 162, 163, 170, 172, 177, 501, 507, 529 及 542。

### 公共自行车
三養車站出口2附近设有两个曼谷公共自行车借还点，借还点名称为参楚里广场站和三养站。

## 外部連結
- 曼谷地鐵公司的官方網站
- 曼谷集體運輸系統（架空電車）的官方網站